# Drepanosticta halterata
Drepanosticta halterata är en trollsländeart som först beskrevs av Brauer 1868.  Drepanosticta halterata ingår i släktet Drepanosticta och familjen Platystictidae. Inga underarter finns listade i Catalogue of Life.